# Cadiorapa albivena
Cadiorapa albivena là một loài bướm đêm trong họ Noctuidae.